# تام دیکسون (طراح صنعتی)
تام دیکسون (به انگلیسی: Tom Dixon)؛ (زادهٔ ۲۱ مهٔ ۱۹۵۹ میلادی) یک طراح خودآموخته بریتانیایی است. او دارای نشان امپراتوری بریتانیا است. او بیشتر به عنوان مدیر خلاق برند همنام «تام دیکسون» شناخته می‌شود که در طراحی تجهیزات نورپردازی، مبلمان و لوازم جانبی تخصص دارد.
آثار او توسط موزه‌های سراسر جهان از جمله موزهٔ ویکتوریا و آلبرت لندن، موزهٔ هنر مدرن نیویورک و مرکز ژرژ پمپیدو، پاریس، فرانسه گردآوری شده‌است.

## حرفه
تام دیکسون در اواسط دهه ۱۹۸۰ به عنوان «طراحی با استعداد و آموزش ندیده با خط تولید مبلمان نجات جوش داده شده» به شهرت رسید. او برای غول ایتالیایی کاپلینی کار می‌کرد که برای او صندلی نمادین 'S' را طراحی کرد.